# Marte Hallem

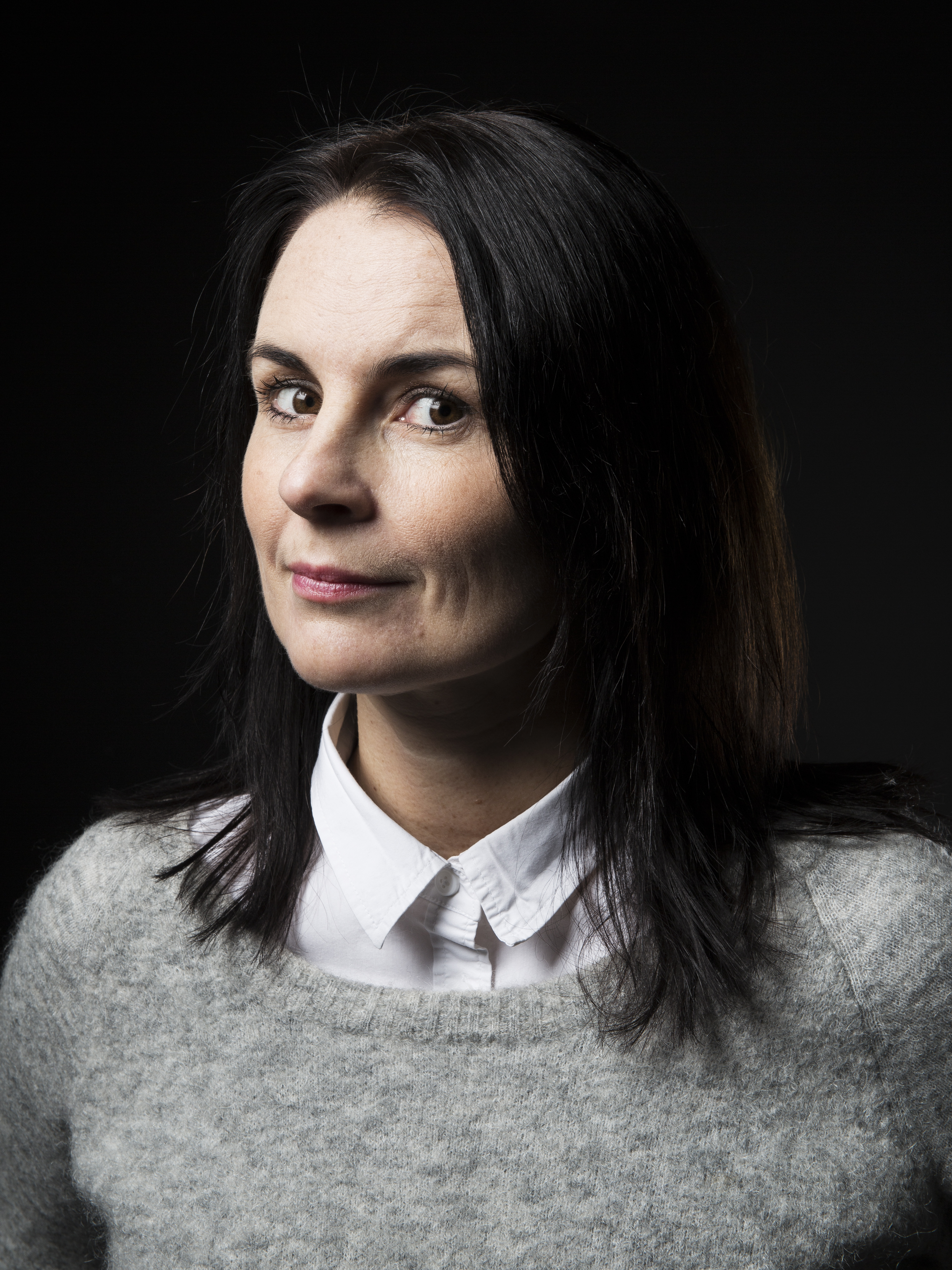
Marte Hallem

Marte Hallem, född 16 oktober 1977, är en norsk filmregissör, manusförfattare och sångerska.
Hallem har släppt två album och flera singlar. Hon har därtill varit verksam som dokumentärskapare, och därigenom skildrat den skogsfinska kulturen i Fremmed blod från 2021. Hon har själv skogsfinska rötter.
Hallem har spelat huvudrollen i Oda fra havet-uppsättningen.

## Diskografi
- Ny destinasjon (2009)
- Fimbulnatta (2012)
- En lund i Melkeveien (2014)
- Lætt mæ føl det (2021)

## Filmregi
- I skyggen av oljeeventyret (2017)
- Fremmed blod (2021)